# Poolbillard 2004
Die Poolbillard-Saison 2004 war eine Serie von Poolbillard-Turnieren, die von der World Pool-Billiard Association veranstaltet wurden.

## Saisonergebnisse
| Datum                           | Turnier                                   | Austragungsort | Disziplin        | Sieger               | Finalist             | Ergebnis |
| 28. Februar bis 29. Februar     | Asian Tour 2004 – Event 1                 | Singapur       | 9-Ball           | Efren Reyes          | Warren Kiamco        | 11:4     |
| 13. März bis 14. März           | Asian Tour 2004 – Event 2                 | Vietnam        | 9-Ball           | Efren Reyes          | Chao Fong-Pang       | 11:9     |
| 17. April bis 18. April         | Asian Tour 2004 – Event 3                 | Hongkong       | 9-Ball           | Yang Ching-shun      | Hsia Hui-kai         | 11:9     |
| 21. April bis 24. April         | ET 63 – Italian Open 2004                 | Monfalcone     | 9-Ball           | Thomas Engert        | Thorsten Hohmann     |          |
| 4. Mai bis 8. Mai               | ET 64 – German Open 2004                  | Sindelfingen   | 9-Ball           | Oliver Ortmann       | Daryl Peach          |          |
| 7. Mai bis 9. Mai               | Asian Tour 2004 – Event 4                 | Taiwan         | 9-Ball           | Efren Reyes          | Jeong Young-hwa      | 12:10    |
| 29. Mai bis 30. Mai             | Asian Tour 2004 – Event 5                 | Philippinen    | 9-Ball           | Lee Van Corteza      | Francisco Bustamante | 13:11    |
| 29. Mai bis 30. Mai             | Predator International Championship 2004  | Orlando, FL    | 9-Ball           | Johnny Archer        | unbekannt            |          |
| 17. Juni bis 19. Juni           | ET 65 – Austrian Open 2004                | Rankweil       | 9-Ball           | Marcus Chamat        | Niels Feijen         |          |
| 10. Juli bis 18. Juli           | 9-Ball-Weltmeisterschaft 2004             | Taipeh         | 9-Ball           | Alex Pagulayan       | Chang Pei-Wei        |          |
| 11. August bis 12. August       | International Challenge of Champions 2004 | Uncasville     | 9-Ball           | Thomas Engert        | unbekannt            |          |
| 4. September bis 5. September   | World Pool Masters 2004                   | Egmond         | 9-Ball           | Thomas Engert        | Oliver Ortmann       | 8:6      |
| 6. September bis 12. September  | US Open 9-Ball 2004                       | Chesapeake, VA | 9-Ball           | Gabe Owen            | Thorsten Hohmann     |          |
| 17. September bis 19. September | ET 66 – Dutch Open 2004                   | Weert          | 9-Ball           | Šandor Tot           | Alex Lely            |          |
| 25. September bis 1. Oktober    | 8-Ball-Weltmeisterschaft 2004             | Fudschaira     | 8-Ball           | Efren Reyes          | Marlon Manalo        |          |
| 22. Oktober bis 24. Oktober     | World Pool League 2004                    | Warschau       | 9-Ball           | Francisco Bustamante | Alex Pagulayan       |          |
| 11. November bis 13. November   | ET 67 – Denmark Open 2004                 | Kopenhagen     | 9-Ball           | Samir Kaddur         | Roman Hybler         |          |
| 1. Dezember bis 4. Dezember     | ET 68 – Spanish Open 2004                 | Málaga         | 9-Ball           | Šandor Tot           | Ralf Souquet         |          |
| 16. Dezember bis 19. Dezember   | Mosconi Cup 2004                          | Egmond         | 9-Ball           | USA                  | Europa               | 12:9     |
|                                 | Europameisterschaft 2004                  | Prag           | 14/1 endlos      | Niels Feijen         | Thomas Engert        |          |
| 8-Ball                          | Europameisterschaft 2004                  | Prag           | Thorsten Hohmann | Niels Feijen         |                      |          |
| 9-Ball                          | Europameisterschaft 2004                  | Prag           | Thomas Engert    | Ralf Souquet         |                      |          |